# Série noire
Série noire is een Franse film van Alain Corneau die werd uitgebracht in 1979.
Het scenario is gebaseerd op de roman A Hell of a Woman (1954) van Jim Thompson. Série noire is de derde in een rij van vier misdaadfilms die Corneau in de periode 1976-1981 draaide.

## Verhaal
Franck Poupard is een onbeduidende handelsreiziger die deur-aan-deurverkoop doet, en ook een neurotische, onevenwichtige man die af en toe diefstallen pleegt. Hij leeft in de troosteloze buitenwijken van Parijs samen met een vrouw die niet van hem houdt. Hij ziet zijn leven geleidelijk verdorren. Hij droomt echter van een avontuurlijker bestaan.
Op een dag maakt hij kennis met Mona, een zestienjarige prostituee. Mona's madam is haar eigen tante. Franck grijpt de ontmoeting met Mona aan als dé kans om zijn leven om te gooien want ook Mona wil haar ellendig en eentonig bestaan ontvluchten.
Mona en Franck  worden verliefd op elkaar. Wanneer zij hem vertelt dat haar tante veel geld verborgen houdt en dat ze aan een pistool kan geraken plant Franck een roofmoord.

## Rolverdeling
| Acteur            | Personage                        |
| ----------------- | -------------------------------- |
| Patrick Dewaere   | Franck Poupart                   |
| Marie Trintignant | Mona, de jonge prostituee        |
| Myriam Boyer      | Jeanne, de vrouw van Franck      |
| Bernard Blier     | Staplin, de werkgever van Franck |
| Jeanne Herviale   | de tante van Mona                |
| Andreas Katsulas  | Tikidès, de werkloze migrant     |
| Alain Chabat      | de dansende Hells Angel          |